# Mordella weisei
Mordella weisei is een keversoort uit de familie spartelkevers (Mordellidae). De soort is voor het eerst wetenschappelijk beschreven door Schilsk.